# Farancia abacura
Farancia abacura és una espècie de rèptil inofensiu i semi-aquàtic de la família Colubridae i subfamília Xenodontinae. Habita en el sud-est dels Estats Units.